# Euscelis
Genre
Euscelis est un genre d'insectes hémiptères de la famille des Cicadellidae.

## Liste d'espèces
Selon Catalogue of Life (21 février 2018) :
- Euscelis aethiopica, Cogan 1916
- Euscelis alsia, Ribaut 1952
- Euscelis alsioides, Remane 1967
- Euscelis ancoripenis, Remane 1967
- Euscelis caucasicus, Emeljanov 1962
- Euscelis caudatus, Osborn 1926
- Euscelis curticeps, Lindberg 1927
- Euscelis distinguendus, Kirschbaum 1858
- Euscelis genisticola, Remane 1967
- Euscelis hamulus, Kuoh 1981
- Euscelis marocisus, Remane 1988
- Euscelis nemesia, Cogan 1916
- Euscelis ohausi, Wagner 1939
- Euscelis ohausi quadrilineata, Ribaut 1952
- Euscelis ononidis, Remane 1967
- Euscelis ormaderensis, Remane 1968
- Euscelis plebejus, Fallén
- Euscelis punctinervis, Haupt 1924
- Euscelis quinquemaculata, Osborn 1923
- Euscelis remanei, Strübing 1980
- Euscelis seriphidii, Emeljanov 1962
- Euscelis singeri, Wagner 1951
- Euscelis siquadristriatus, Remane 1967
- Euscelis stictopterus, Flor 1861
- Euscelis taigacolus, Dlabola 1971
- Euscelis tuvensis, Vilbaste 1980
- Euscelis ulicis, Ribaut 1952
- Euscelis venosus, Kirschbaum 1868